# Guessling-Hémering
Guessling-Hémering é uma comuna francesa na região administrativa de Grande Leste, no departamento de Mosela. Estende-se por uma área de 10,06 km². Em 2010 a comuna tinha 934 habitantes (densidade: 92,8 hab./km²).